# Brand in Vorarlberg
Brand in Vorarlberg is een gemeente in de Oostenrijkse deelstaat Vorarlberg en is gelegen in het district Bludenz (BZ). De gemeente heeft ongeveer 700 inwoners.

## Geografie

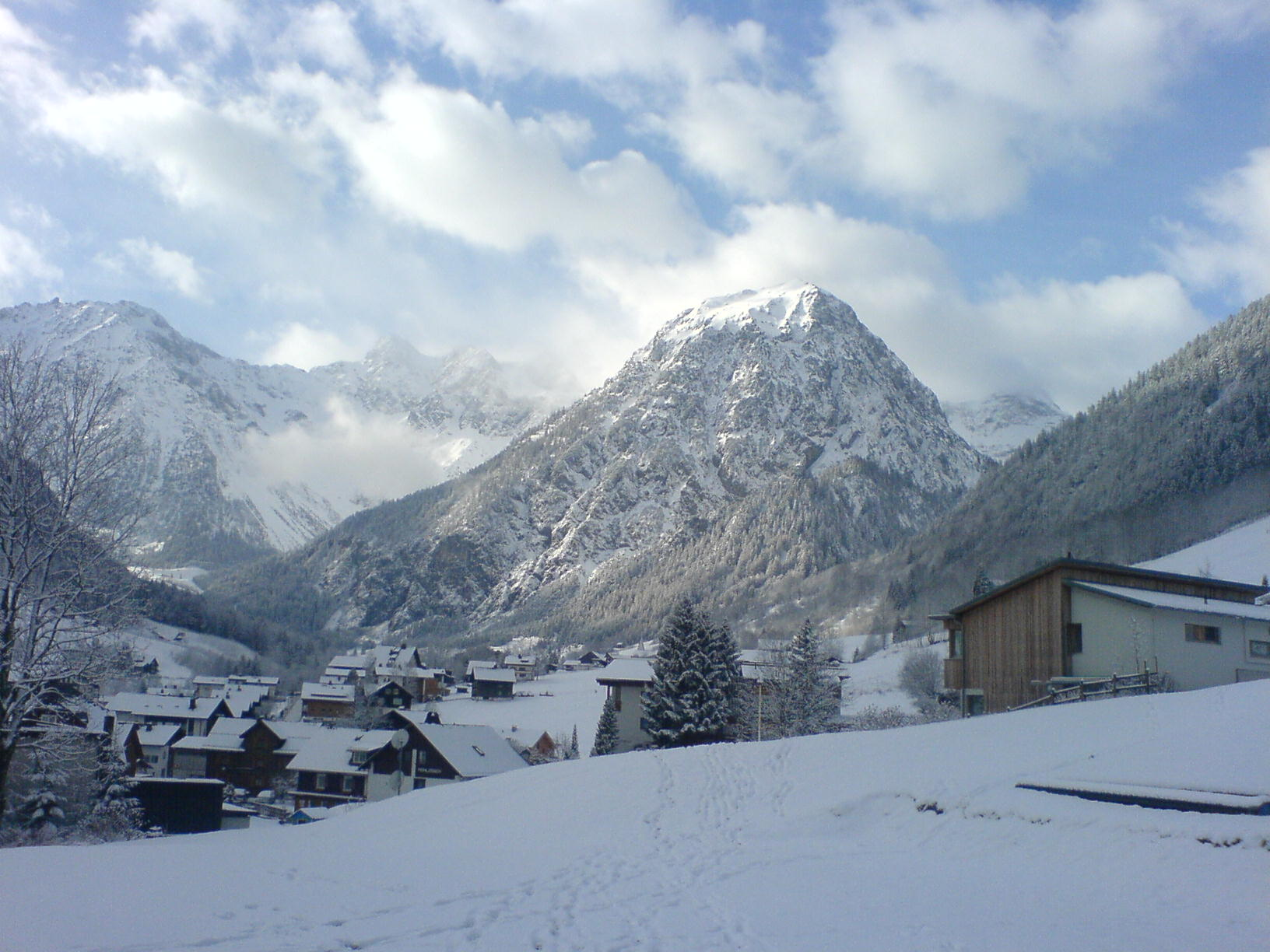
Zicht op het dorp

Brand in Vorarlberg heeft een oppervlakte van 40,19 km². Het ligt in het westen van het land op 1010 meter hoogte aan het riviertje de Alvier. De gemeente grenst aan Liechtenstein en Zwitserland. 29% van het grondgebied is bebost en 21% bestaat uit alpien hooggebergte.
Het bergdorp is in de 14e eeuw ontstaan toen twaalf Zwitserse Walserboeren met hun gezinnen vanuit het Prättigau over de bergen naar Oostenrijk trokken en zich in het dal vestigden. Het dorp werd officieel voor het eerst in 1347 genoemd en erkend in oorkondes. Rond 1410 werd de eerste kapel gebouwd, maar pas in 1727 kwam er een priester naar het dan 200 inwoners tellende dorp. Tussen 1820 en 1830 werd een eerste verbindingsweg (karrenspoor) aangelegd naar de nabijgelegen dorpen Bürserberg en Bürs, die lager in het dal liggen. Omdat het Brandnertal daarmee ontsloten werd, kwam vanaf die tijd een lichte vorm van toerisme op gang in het doodlopende dal. In 1870 werd de Douglashütte als eerste alpenhut gebouwd. Daarna volgden rond 1905 de Strassburger-hütte, de Mannheimer-hütte en de Oberzalim-hütte.
In 1925 waren er inmiddels twee hotels en een pension in het dorp. Belangrijke grondleggers waren de mensen uit de familie Schedler. Zij stichtten het eerste pension, hadden als eerste stromend water in hun pension (Haus Arnika) en waren de grondleggers voor vele toeristische ontwikkelingen. Heden ten dage is een afstammeling uit deze familie, Erich Schedler, nog altijd burgemeester. Hij is de langstzittende burgemeester welke het dorp ooit heeft gekend. Het toerisme kwam goed op gang nadat een rijweg vanuit Bludenz was aangelegd. De bouw van de weg geschiedde tussen 1896 en 1930 en de hele weg werd tussen 1983 en 2003 verder uitgebouwd. In 1999 werd na een zondvloedachtige regen een deel van de rijweg en bergwand weggespoeld zodat het dorp en aantal dagen geheel van de buitenwereld was afgesloten en in de maanden daarna slechts via een bospad te bereiken was. In 1951 werd de eerste stoeltjeslift in het dorp geopend. Langzaam zijn de bewoners van het bergdorp overgeschakeld van agrarische werkzaamheden- op het toerisme als inkomstenbron. Tussen 1953 en 1958 werd een stuwdam aangelegd aan het eind van het dal. Daarmee ontstond de Lünersee, een belangrijke toeristische attractie. De weg vanuit Brand werd verlengd voor de aanvoer van bouwmaterialen en een lift voor het transport daarvan werd gebouwd. Deze Lünerseebahn is later omgebouwd en geschikt gemaakt voor het vervoer van personen in een gondel. In het dorp zelf is in 2007/2008 de stoeltjeslift van de Niggenkopfbahn geheel vervangen door een uiterst moderne gondelbaan, de Dorfbahn, die aan de modernste eisen voldoet. Ook is in hetzelfde seizoen de "Panorama-Bahn" -eveneens een gondelbaan- gebouwd die Brand en Bürserberg met elkaar verbindt, waardoor het skigebied "Brandnertal" enorm is uitgebreid. Na de bouw van deze liften is in 2010 besloten de verouderde stoeltjeslift van de Palüdbahn eveneens te vervangen door een nieuwe lift. Het is eenzelfde gondelbaan als de Dorfbahn en de bouw is onmiddellijk gestart. Het besluit tot de bouw is eind juni 2010 genomen, waarna op 12 augustus 2010 met behulp van een helikopter de oude baan verwijderd werd. De nieuwe baan was begin december 2010 klaar en werd in het winterseizoen 2010/2011 in gebruik genomen.
Ook de komst van een golf-course en een (in 2004 aangelegd) natuurzwembad bevorderen het zomertoerisme in het dal. De golf-course is in 2007 uitgebouwd van 9 naar 18 holes en daardoor nog belangrijker geworden voor het (dag-)toerisme in het dal.

## Toerisme
In Brand is vooral in de winter veel toerisme in verband met het skigebied dat er is gevestigd. Er zijn pistes met een totale lengte van 53 kilometer. In het dorp zijn verschillende hotels en appartementen. Ook in de zomer is er toerisme, vooral vanwege de Lünersee, het stuwmeer aan het einde van het Brandnertal. Het Brandnertal is een van de mooiste dalen van het alpengebied.
Bartholomäberg · Blons · Bludenz · Bludesch · Brand · Bürs · Bürserberg · Dalaas · Fontanella · Gaschurn · Innerbraz · Klösterle · Lech · Lorüns · Ludesch · Nenzing · Nüziders · Raggal · Sankt Anton im Montafon · Sankt Gallenkirch · Sankt Gerold · Schruns · Silbertal · Sonntag · Stallehr · Thüringen · Thüringerberg · Tschagguns · Vandans
- Gemeinsame Normdatei: 4527844-1
- Virtual International Authority File: 237000224